# Associazione Sportiva Pescara 1958-1959
Questa voce raccoglie le informazioni riguardanti l'Associazione Sportiva Pescara nelle competizioni ufficiali della stagione 1958-1959.

## Rosa
| N. |                   | Ruolo | Calciatore           |
| -- | ----------------- | ----- | -------------------- |
|    | Italia (bandiera) |       | Battucci             |
|    | Italia (bandiera) | C     | Attilio Becchi       |
|    | Italia (bandiera) |       | Berlinzani           |
|    | Italia (bandiera) | D     | Mario Bernardi       |
|    | Italia (bandiera) | P     | Ermanno Carabba      |
|    | Italia (bandiera) | D     | Giancarlo Cialabrini |
|    | Italia (bandiera) | D     | Lucio Clede          |
|    | Italia (bandiera) | C     | Domenico Clerico     |
|    | Italia (bandiera) | C     | Giacomo Conio        |
|    | Italia (bandiera) | P     | Gino Di Cenzo        |
|    | Italia (bandiera) |       | D'Onofrio            |
|    | Italia (bandiera) | A     | Bruno Ferrari        |
|    | Italia (bandiera) | C     | Aurelio Foscili      |

| N. |                   | Ruolo | Calciatore        |
| -- | ----------------- | ----- | ----------------- |
|    | Italia (bandiera) | D     | Alfio Lalli       |
|    | Italia (bandiera) | C     | Luigi Macripò     |
|    | Italia (bandiera) | A     | Salvatore Martire |
|    | Italia (bandiera) | D     | Nicola Monaco     |
|    | Italia (bandiera) | C     | Silvio Paciello   |
|    | Italia (bandiera) | A     | Pasquale Pagliaro |
|    | Italia (bandiera) | C     | Antonio Palestini |
|    | Italia (bandiera) |       | Papa              |
|    | Italia (bandiera) | A     | Andrea Spina      |
|    | Italia (bandiera) |       | Tiriticco         |
|    | Italia (bandiera) | A     | Mario Tontodonati |
|    | Italia (bandiera) | P     | Angelo Tuniz      |
|    | Italia (bandiera) | A     | Carlo Vanini      |